# Z21 Wilhelm Heidkamp
Z21 Wilhelm Heidkamp – niemiecki niszczyciel typu 1936 (Diether von Roeder) z okresu  II wojny światowej, zatopiony w 1940 w bitwie pod Narwikiem.

## Budowa
Zamówiony wraz z innymi okrętami tego typu 6 stycznia 1936, położenie stępki – 15 grudnia 1937, wodowanie – 20 sierpnia 1938, wejście do służby – 20 czerwca 1939. Zbudowany w stoczni Deschimag AG w Bremie (numer stoczniowy W924). W systemie oznaczeń niemieckich niszczycieli miał przydzielony numer Z21 (rzadko używany w oficjalnych dokumentach), przed wojną nosił numer burtowy 43. Budowa kosztowała 12,87 mln Reichsmark.
Nazwę nadano mu na cześć niemieckiego starszego mata krążownika liniowego "Seydlitz" z I wojny światowej, który w bitwie na Dogger Bank uratował okręt przed wybuchem po trafieniu, zatapiając komorę amunicyjną.

## Służba
Po wybuchu II wojny światowej działał na Morzu Północnym. Od 10 września 1939 był okrętem flagowym Dowódcy Torpedowców (FdT), przemianowanego 26 października 1939 na Dowódcę Niszczycieli (FdZ – Führer der Zerstörer, był nim Günther Lütjens, potem Friedrich Bonte). Od października 1939 do lutego 1940 uczestniczył w czterech nocnych operacjach stawiania zagród minowych na wodach angielskich, będąc jednym z najaktywniejszych niemieckich niszczycieli na tym polu:
- 17/18 października 1939 w ujściu rzeki Humber (wraz z niszczycielami "Karl Galster", "Friedrich Eckoldt", "Diether von Roeder", "Hans Lüdemann" i "Hermann Künne"),
- 12/13 listopada 1939 u ujścia Tamizy (z niszczycielami "Karl Galster", "Hans Lüdemann" i "Hermann Künne"),
- 17/18 listopada 1939 u ujścia Tamizy (z niszczycielami "Bernd von Arnim" i "Hermann Künne"),
- 10/11 stycznia 1940 pod Newcastle (wraz z "Anton Schmitt", "Karl Galster", "Richard Beitzen", "Friedrich Ihn" i "Friedrich Eckoldt").

W nocy 9/10 lutego 1940 osłaniał z niszczycielami "Theodor Riedel" i "Hermann Schoemann" operację stawiania min przez "Friedrich Eckold", "Richard Beitzen", "Max Schultz", "Bruno Heinemann", "Wolfgang Zenker" i "Erich Koellner". W dniach 18-20 lutego wraz z "Karl Galster" eskortował pancerniki "Scharnhorst" i "Gneisenau" i krążownik "Admiral Hipper" w operacji przeciw żegludze między Szetlandami a Norwegią, bez większych sukcesów.
Wziął następnie udział w inwazji na Norwegię (operacji Weserübung), w grupie zajmującej Narwik, przewożąc tam strzelców górskich, będąc okrętem flagowym dowodzącego tą grupą komandora Friedricha Bonte. 9 kwietnia 1940 storpedował i zatopił pod Narwikiem norweski pancernik obrony wybrzeża "Eidsvold". 10 kwietnia 1940 o 5.35 rano, na początku bitwy pod Narwikiem, stojąc w przystani w Narwiku został trafiony jedną torpedą brytyjskiego niszczyciela "Hardy", która spowodowała detonację własnych torped i zniszczenie części rufowej. Ciężko uszkodzony okręt został przycumowany do neutralnego parowca, lecz następnie przewrócił się i zatonął 11 kwietnia 1940 (straty ogółem: 83 ludzi, w tym komandor Bonte).
Historia konstrukcji i opis okrętu – w artykule niszczyciele typu 1936.
Dowódcy:
- kmdr ppor (Korvettenkapitän) Hans Erdmenger: 20 czerwca 1939 – 11 kwietnia 1940

## Dane techniczne
- wyporność:
  - standardowa: 2411 t
  - pełna: 3415 t
- wymiary:
  - długość: 125 m
  - długość na linii wodnej: 120 m
  - szerokość: 11,8 m
  - zanurzenie: 4,3 m
- napęd: 2 turbiny parowe o mocy łącznej 70 000 KM, 6 kotłów parowych Wagnera (ciśnienie robocze 70 at), 2 śruby
- prędkość maksymalna: 38 w
- zasięg: 2020 mil morskich przy prędkości 19 w
- zapas paliwa: 787 t mazutu
- załoga: 323

Uzbrojenie i wyposażenie: 
- 5 dział kalibru 128 mm (nominalnie 12,7 cm) SK C/34 w pojedynczych stanowiskach, osłoniętych maskami (5xI)
  - długość lufy L/45 (45 kalibrów), donośność maksymalna 17 400 m, kąt podniesienia +30°, masa pocisku 28 kg, zapas amunicji – 120 na działo
- 4 działka przeciwlotnicze 37 mm SK C/30, półautomatyczne, podwójnie sprzężone na podstawach LC/30 (2xII)
- 6 działek przeciwlotniczych 20 mm (6xI)
- 8 wyrzutni torpedowych 533 mm (2xIV), 12-16 torped
- 18 bomb głębinowych (zrzutnia bg)
- możliwość zabrania 60 min morskich

- Sonar pasywny GHG
- system kierowania ogniem artylerii głównej: dwa 4-metrowe dalmierze stereoskopowe (na nadbudówce dziobowej i śródokręciu), centrala artyleryjska C34/Z